# لورين باول جوبز
لورين باول جوبز (بالإنجليزية: Laurene Powell Jobs)‏ (6 نوفمبر 1963) سيدة أعمال أمريكية ومؤسسة شركة «إمرسون كولكتيف» وهي أرملة ستيف جوبز، المؤسس والرئيس التنفيذي السابق لشركة «آبل».